# As (film)
As (Pools: Popioły) is een Poolse film uit 1965, geregisseerd door Andrzej Wajda. Het verhaal is gebaseerd op dat van de gelijknamige roman van Stefan Żeromski. De film werd op het Filmfestival van Cannes 1966 genomineerd voor de Gouden Palm.

## Verhaallijn
Het verhaal speelt zich af tijdens de napoleontische oorlogen en laat zien hoe deze aan het begin van de 19e eeuw Polen troffen. Het Poolse legioen, onder commando van generaal Dabrowski, vecht mee aan de Franse zijde in de hoop om Polen te laten herleven.

## Rolverdeling
| Acteur            | Personage          |
| ----------------- | ------------------ |
| Daniel Olbrychski | Rafał Olbromski    |
| Bogusław Kierc    | Krzysztof Cedro    |
| Piotr Wysocki     | Jan Gintułt        |
| Beata Tyszkiewicz | prinses Elżbieta   |
| Pola Raksa        | Helena de With     |
| Józef Duriasz     | Piotr Olbromski    |
| Stanisław Zaczyk  | Józef Poniatowski  |
| Janusz Zakrzeński | Napoleon Bonaparte |

## Prijzen
- 1965 - Złota Kaczka voor film van het jaar.